# Omega 6-vetzuren

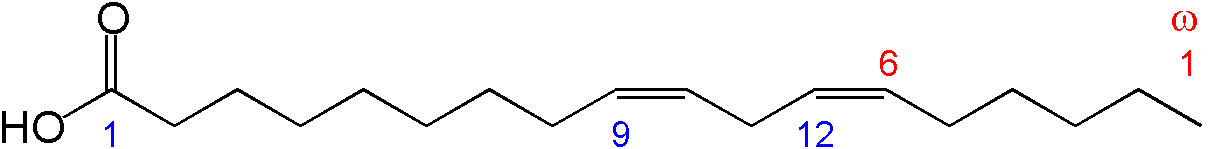
Linolzuur

Omega 6-vetzuren zijn vetzuren met een dubbele koolstofverbinding op de zesde plaats gerekend vanaf het omegakoolstofatoom.  De omega is de laatste letter van het Griekse alfabet.  Het omegakoolstofatoom is dus het laatste koolstofatoom, gerekend vanaf het begin van het vetzuur, de carboxylgroep.  In de figuur hiernaast is het met een rode 1 aangegeven. 
Tot de groep omega 6-vetzuren behoren onder andere de volgende vetzuren. Tussen haakjes staat het aantal koolstofatomen in de vetzuurketen vermeld, evenals het totale aantal dubbele bindingen (mate van onverzadigheid):
- Linolzuur (18:2), vaak wordt de Engelse afkorting LA gebruikt
- Gammalinoleenzuur (18:3), vaak wordt de Engelse afkorting GLA gebruikt
- Dihomogammalinoleenzuur (20:3), vaak wordt de Engelse afkorting DGLA gebruikt
- Arachidonzuur (20:4), vaak wordt de Engelse afkorting AA gebruikt

De vetzuren van het omega 6-type kunnen alle worden gevormd uit linolzuur. Via het delta-6-desaturase-enzym kan linolzuur worden omgezet in gammalinoleenzuur (GLA). GLA kan ook via de voeding worden opgenomen uit onder meer borageolie en teunisbloemolie. Het komt ook in relatief grote hoeveelheden in moedermelk voor. GLA wordt vervolgens weer omgezet in dihomogammalinoleenzuur (DGLA), wat een directe bron is van eicosanoïden van het eerste type (type-1-eicosanoïden). DGLA kan ook worden omgezet in arachidonzuur, bron van eicosanoïden van het tweede type (type-2-eicosanoïden). Type-1-eicosanoïden spelen een anti-inflammatoir rol, stimuleren het immuunsysteem en beschermen hart- en bloedvaten. Type-2-eicosanoïden daarentegen werken pro-inflammatoir en werken mee aan allergische reacties.